# Gređani (Stara Gradiška)
Gređani is een plaats in de gemeente Stara Gradiška in de Kroatische provincie Brod-Posavina. De plaats telt 248 inwoners (2001).